# ساسورال (فلم هندي 1961)
ساسورال (بالهندية: ससुराल) (بالإنجليزية: Sasural) بالعربية معناه الأقارب هو فيلم هندي باللغة الهندية عام 1961 من إنتاج ل.ف. براساد وإخراج تي براكاش راو. الفيلم من بطولة راجيندرا كومار، بي ساروجا ديفي، محمود علي، ولاليتا باوار. الموسيقى من تأليف شانكار-جايكيشان والأغاني كتبها حسرات جايبوري وشايلندرا. إنه إعادة إنتاج للفيلم التيلجو Illarikam (1959). حقق الفيلم نجاحًا كبيرًا في شباك التذاكر.

## الحبكة
يعيش شيخار أسلوب حياة فقير مع خاله دارامداس، وخالته، ابنة عمه سيتا - التي انفصلت عن زوجها ماهيش؛ ولديها أيضًا أخت تدعى غوري، التي هربت مع عشيقها ويعتقد الجميع أنها ماتت. يدرس في الكلية مع زميله الثري بيلا. لا يتفق الاثنان، لكن الأمر يتغير عندما يكتشف والد بيلا، ثاكور، شخصية شيخار الجيدة ويعتقد أنه سيكون صهرًا مناسبًا. يقترب من دارامداس ويرتب زواجهما بشرط أن يصبح شيخار جار جاماي (صهر يقيم مع عائلة زوجته)، وهو ما يوافق عليه دارامداس وشيخار. لكن والدة بيلا غير راضية عن هذا الأمر، لأنها تريد أن تتزوج ابنتها من راجان موراري، نجل موظفهم، جوفيندرام. وعلى الرغم من ذلك، يتم الزواج وينتقل شيخار للعيش مع أقارب زوجته، ويتم توظيفه من قبل ثاكور، وتستقر الأسرة في علاقة متناغمة إلى حد ما. تتحطم حياتهم المثالية عندما تشك بيلا، ثم تكتشف أدلة، بأن سيتا وماهيش، اللذين عادا الآن، قد سرقوا قلادتها الماسية؛ وأن شيخار على علاقة بفتاة راقصة؛ وأنه اختلس 10 آلاف روبية وذهب إلى مكان غير معلوم لمدة ثلاثة أيام. تتدهور الأمور عندما يتعرض ثاكور لحادث، ويموت بعد ذلك - مما يمهد الطريق لزوجته لترتيب طلاق ابنتها ووفاة شيخار.

## الممثلون
- راجيندرا كومار في دور شيخار
- ساروجا ديفي في دور بيلا
- محمود علي في دور ماهيش
- لاليتا باوار في دور والدة بيلا
- شوبها خوتي في دور سيتا
- جايشري جادكار في دور جوري
- ليلا ميشرا في دور زوجة دارامداس (مثل ليلا ميسرا)
- بيبين جوبتا في دور ثاكور
- واستي في دور جوفيندرا موراري
- أنور حسين في دور راجان "راجي" موراري
- دومال في دور دارامداس
- راتنامال في دور أخت ثاكور
- راندهير في دور منيم ثاكور
- مولشاند في دور ثانيدار

## الموسيقى التصويرية
| # | عنوان                          | المغني(ون)                |
| - | ------------------------------ | ------------------------- |
| 1 | "تيري بياري بياري سورات كو"    | محمد رفيع                 |
| 2 | "كيا ميل جايا هاي كيا خو جايا" | محمد رفيع، لاتا مانغيشكار |
| 3 | "سون لي ميري بايال كي جيت"     | لاتا مانجيشكار            |
| 4 | "يه ألبيلا تاور نا ديكها"      | محمد رفيع                 |
| 5 | "ساتا ليه جهان"                | موكيش                     |
| 6 | "أفنى ألفت في زماني"           | موكيش، لاتا مانجيشكار     |
| 7 | "جانا تومهاري بيار مين"        | موكيش                     |
| 8 | "ايك سوال مين كارون"           | محمد رفيع، لاتا مانجيشكار |

## الجوائز
- جائزة فيلم فير لأفضل أداء لممثل عن محمد رافي وهو يغني "Chashme Buddoor" [3]

## روابط خارجية
- ساسورال على موقع IMDb (الإنجليزية)
- ساسورال على موقع فيلمافينيتي (الإسبانية)
- ساسورال على موقع قاعدة بيانات الفيلم (الإنجليزية)
- ساسورال على موقع ليتربوكسد (الإنجليزية)
- ساسورال على موقع كينوبويسك (الروسية)